# Schismatoglottis
Schismatoglottis är ett släkte av kallaväxter. Schismatoglottis ingår i familjen kallaväxter.

## Bildgalleri

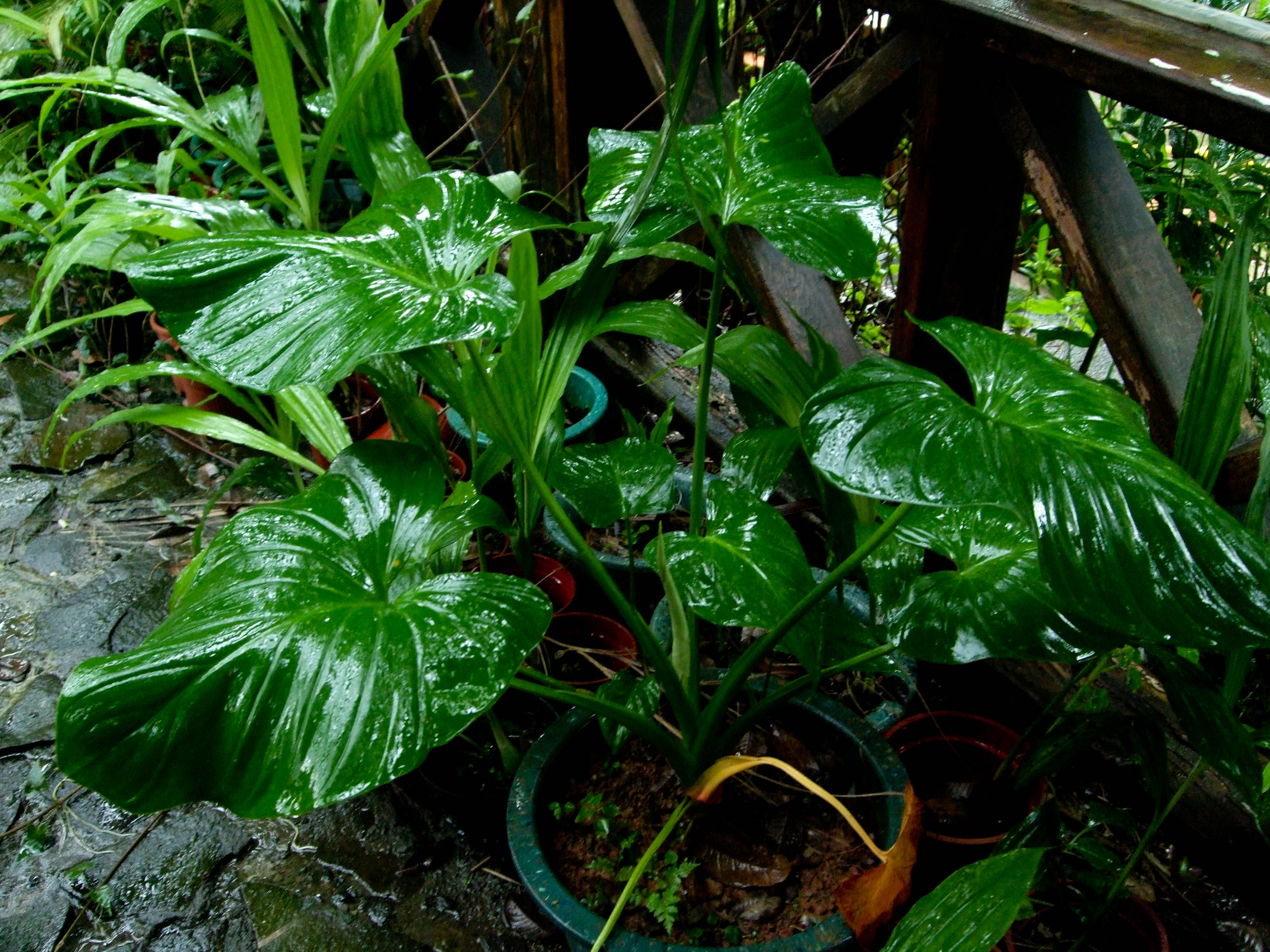

## Dottertaxa tillSchismatoglottis, i alfabetisk ordning[1]
- Schismatoglottis acutifolia
- Schismatoglottis adoceta
- Schismatoglottis ahmadii
- Schismatoglottis ardenii
- Schismatoglottis asperata
- Schismatoglottis barbata
- Schismatoglottis bauensis
- Schismatoglottis bifasciata
- Schismatoglottis bogneri
- Schismatoglottis brevicuspis
- Schismatoglottis calyptrata
- Schismatoglottis canaliculata
- Schismatoglottis ciliata
- Schismatoglottis clarae
- Schismatoglottis clausula
- Schismatoglottis clemensiorum
- Schismatoglottis confinis
- Schismatoglottis conoidea
- Schismatoglottis convolvula
- Schismatoglottis corneri
- Schismatoglottis crinitissima
- Schismatoglottis cyria
- Schismatoglottis decipiens
- Schismatoglottis dulosa
- Schismatoglottis ecaudata
- Schismatoglottis edanoi
- Schismatoglottis elegans
- Schismatoglottis erecta
- Schismatoglottis eximia
- Schismatoglottis eymae
- Schismatoglottis ferruginea
- Schismatoglottis gamoandra
- Schismatoglottis gillianiae
- Schismatoglottis glauca
- Schismatoglottis grabowskii
- Schismatoglottis hainanensis
- Schismatoglottis harmandii
- Schismatoglottis hayana
- Schismatoglottis hottae
- Schismatoglottis jelandii
- Schismatoglottis jepomii
- Schismatoglottis jitinae
- Schismatoglottis josefii
- Schismatoglottis kurzii
- Schismatoglottis lancifolia
- Schismatoglottis latevaginata
- Schismatoglottis linae
- Schismatoglottis lingua
- Schismatoglottis longispatha
- Schismatoglottis luzonensis
- Schismatoglottis maelii
- Schismatoglottis matangensis
- Schismatoglottis mayoana
- Schismatoglottis merrillii
- Schismatoglottis mindanaoana
- Schismatoglottis modesta
- Schismatoglottis monoplacenta
- Schismatoglottis moodii
- Schismatoglottis motleyana
- Schismatoglottis multiflora
- Schismatoglottis multinervia
- Schismatoglottis nervosa
- Schismatoglottis niahensis
- Schismatoglottis nicolsonii
- Schismatoglottis patentinervia
- Schismatoglottis pectinervia
- Schismatoglottis penangensis
- Schismatoglottis petri
- Schismatoglottis platystigma
- Schismatoglottis plurivenia
- Schismatoglottis puberulipes
- Schismatoglottis pudenda
- Schismatoglottis pumila
- Schismatoglottis pusilla
- Schismatoglottis pyrrhias
- Schismatoglottis retinervia
- Schismatoglottis roseospatha
- Schismatoglottis samarensis
- Schismatoglottis sarikeensis
- Schismatoglottis schottii
- Schismatoglottis scortechinii
- Schismatoglottis sejuncta
- Schismatoglottis silamensis
- Schismatoglottis simonii
- Schismatoglottis subundulata
- Schismatoglottis tahubangensis
- Schismatoglottis tecturata
- Schismatoglottis tessellata
- Schismatoglottis trifasciata
- Schismatoglottis trivittata
- Schismatoglottis trusmadiensis
- Schismatoglottis turbata
- Schismatoglottis ulusarikeiensis
- Schismatoglottis unifolia
- Schismatoglottis wahaiana
- Schismatoglottis wallichii
- Schismatoglottis warburgiana
- Schismatoglottis venusta
- Schismatoglottis viridissima
- Schismatoglottis wongii
- Schismatoglottis zonata